# أميريكا، ساكسونيا

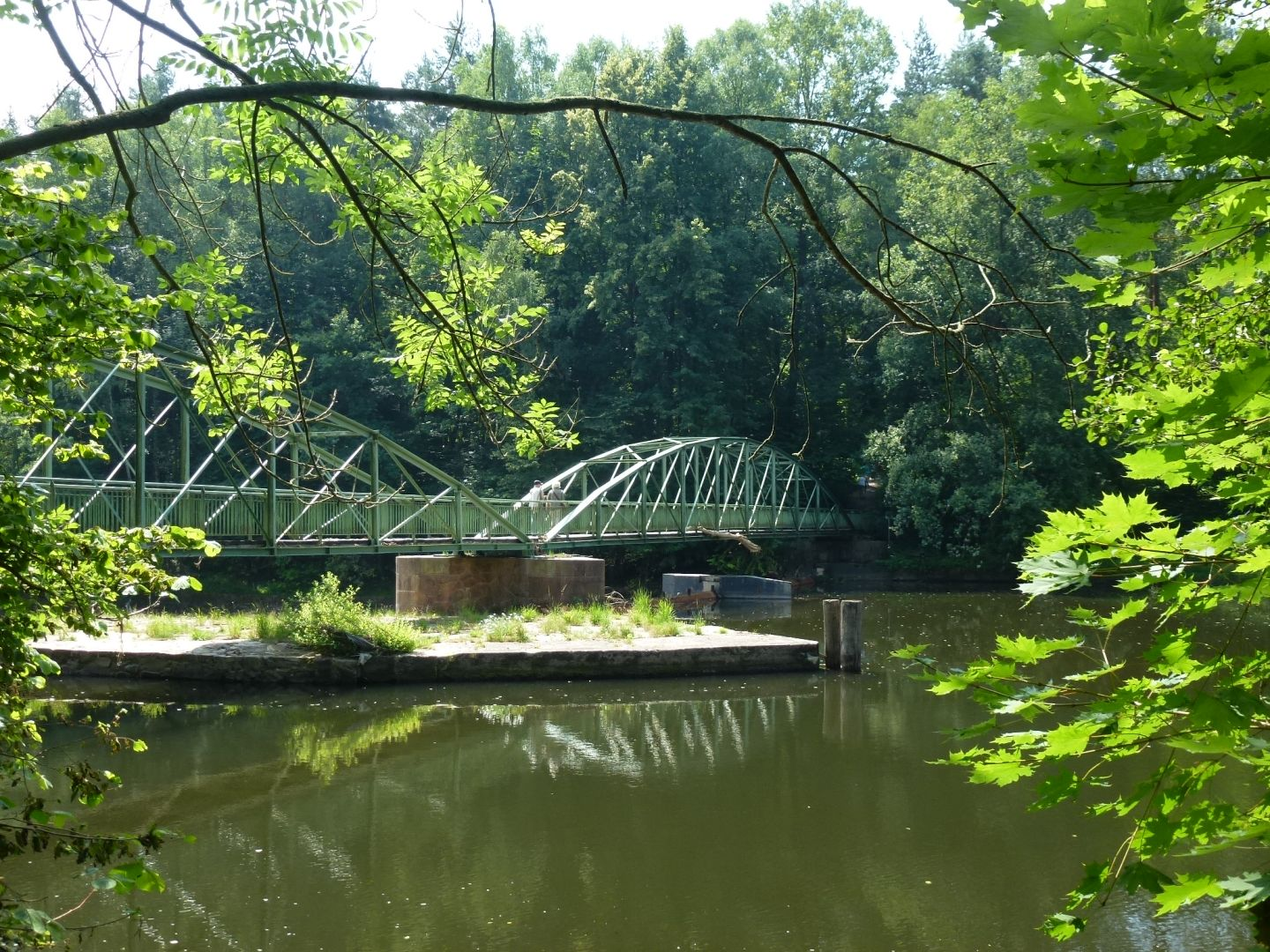
كوبري مشاة في أميريكا

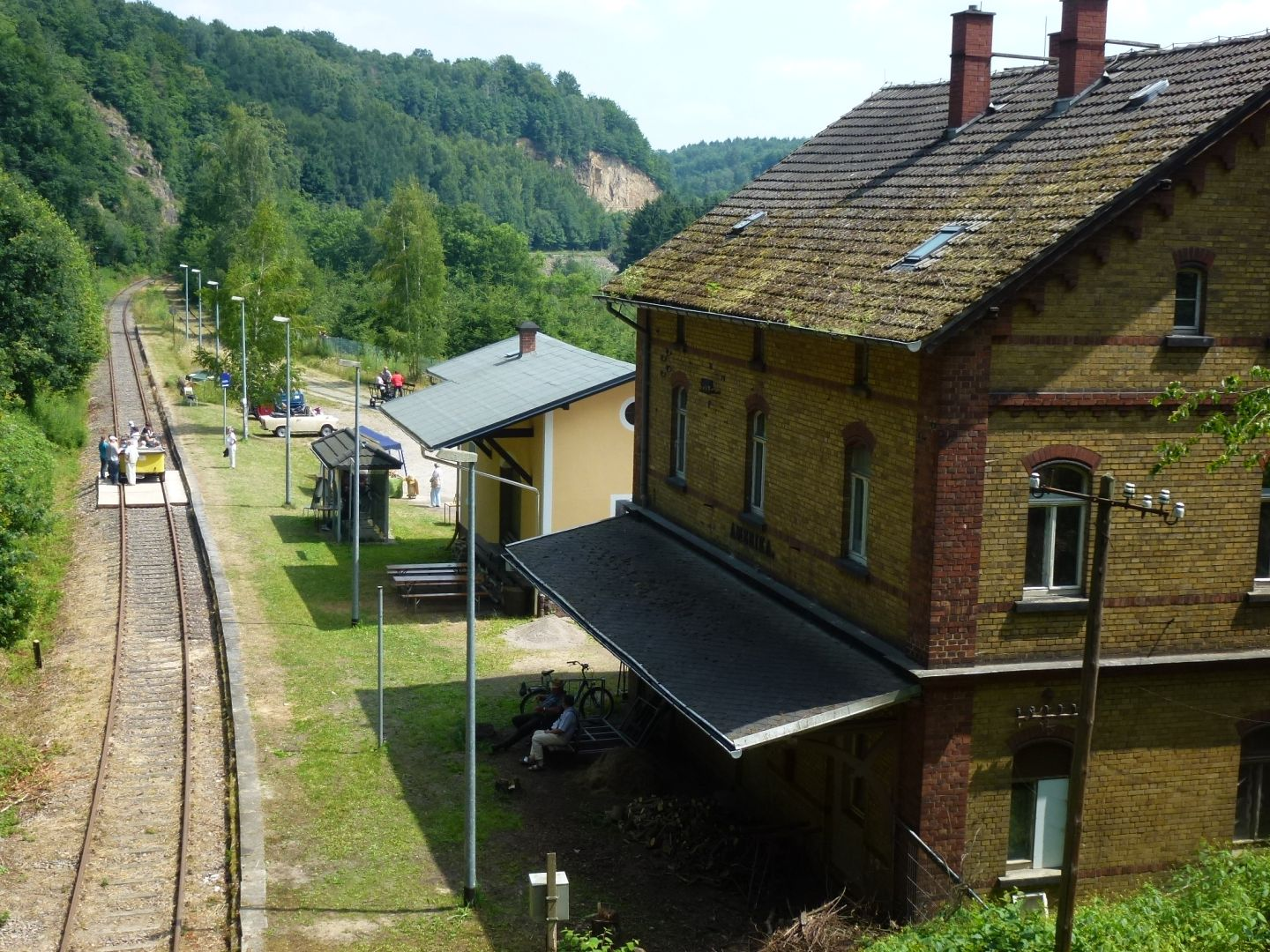
"شايننترابي" عند المحطة

أميريكا (تُلفظ بالألمانية: [aˈmeːʁika]) هي مستوطنة شركة سابقة في الولاية الألمانية ساكسونيا وضاحية في بلدة بينيغ.